# Richard Thompson (atleet)
Richard Thompson (Cascade, 7 juni 1985) is een sprinter uit Trinidad en Tobago. Hij is recordhouder van zijn land op de 100 m en mederecordhouder op de 4 x 100 m. Hij nam driemaal deel aan de Olympische Spelen en won hierbij in totaal twee medailles, aanvankelijk een zilveren en een bronzen. In 2015 werd de bronzen medaille van 2012 alsnog omgezet in een zilveren na de diskwalificatie van de Amerikaanse ploeg als gevolg van een geconstateerde dopingovertreding van een van zijn teamleden. Vervolgens gebeurde in 2017 iets vergelijkbaars met de in 2008 behaalde zilveren medaille. Die werd omgezet in een gouden, nadat de winnende ploeg van Jamaica was gediskwalificeerd om precies dezelfde reden als de Amerikaanse in 2015. 

## Loopbaan
Thompson verliet in 2004 zijn geboorteland en schreef zich in voor de Louisiana State University. In 2007 nam hij deel aan de wereldkampioenschappen in Osaka, maar werd hierbij in de kwartfinale van de 100 m uitgeschakeld met een tijd van 10,44 s.
In 2008 won hij bij de NCAA-kampioenschappen een gouden medaille op de 60 m (indoor) en 100 m (outdoor). Op de Olympische Spelen van 2008 in Peking veroverde hij een zilveren medaille op de 100 m. Met een tijd van 9,89 eindigde hij achter de Jamaicaan Usain Bolt, die het wereldrecord verbeterde tot 9,69 en voor de Amerikaan Walter Dix, die het brons won in een persoonlijk record van 9,91. Samen met zijn landgenoten Keston Bledman, Aaron Armstrong en Marc Burns nam hij vervolgens deel aan de 4 x 100 m estafette. Met een tijd van 38,26 kwalificeerden ze zich voor de finale. Armstrong werd hierbij vervangen door Emmanuel Callender en in de finale werden ze tweede in 38,06 achter het Jamaicaanse estafetteteam, dat met onder andere Usain Bolt in de gelederen de wedstrijd won in een wereldrecordtijd van 37,10. In 2017 werd Jamaica gediskwalificeerd vanwege een positieve test van Nesta Carter. Waardoor Burns en zijn teamgenoten negen jaar na afloop van de Spelen tot olympisch kampioen werden uitgeroepen.
Vier jaar later, op de Olympische Spelen van Londen in 2012, deed de estafetteploeg van Trinidad en Tobago op de 4 x 100 m een nieuwe poging om de Jamaicaanse concurrenten te kloppen. In dezelfde samenstelling als tijdens de olympische finale van Peking in 2008 kwam de Trinidadiaanse ploeg in de finale ditmaal tot 38,12. Daarmee moesten zij niet alleen Jamaica opnieuw voorlaten, dat ook nu weer in wereldrecordtijd, 36,84, naar het goud snelde, maar deze keer was ook de Amerikaanse ploeg hen in 37,04 te snel af.
Enkele jaren later, in 2015, kreeg het viertal echter het zilver alsnog in de schoot geworpen: als gevolg van de geconstateerde overtreding van het dopingreglement door de Amerikaan Tyson Gay en de hieruit voortkomende schorsing plus diskwalificatie van al diens prestaties vanaf 15 juli 2012, had het IOC het Amerikaanse USOC in mei opgedragen om de zilveren medailles die de Amerikaanse ploeg met Tyson Gay in de gelederen tijdens de Spelen van Londen op de 4 x 100 m estafette had veroverd, terug te vorderen van de betreffende atleten. Dit betekende dat bronzenmedaillewinnaar Trinidad en Tobago opschoof naar de tweede plaats en alsnog met het zilver werd beloond.

## Titels
- Olympisch kampioen 4 x 100 m - 2008
- Centraal Amerikaans en Caribisch kampioen 4 x 100 m - 2008
- NCAA-kampioen 100 m - 2008
- NCAA-indoorkampioen 60 m - 2008

## Persoonlijke records
Outdoor
| Onderdeel | Prestatie             | Datum        | Plaats        |
| --------- | --------------------- | ------------ | ------------- |
| 100 m     | 9,82 s (+1,7 m/s)(NR) | 21 juni 2014 | Port-of-Spain |
| 200 m     | 20,18 s (+1,9 m/s)    | 30 mei 2008  | Fayetteville  |

Indoor
| Onderdeel | Prestatie | Datum           | Plaats       |
| --------- | --------- | --------------- | ------------ |
| 60 m      | 6,51 s    | 14 maart 2008   | Fayetteville |
| 200 m     | 21,30 s   | 20 januari 2007 | Albuquerque  |

## Palmares

### 100 m
Kampioenschappen
- 2007:  NACAC - 10,32 s
- 2008:  OS - 9,89 s
- 2009: 5e WK - 9,93 s
- 2012: 7e OS - 9,98 s
- 2013: 5e in ½ fin. WK - 10,19 s (in serie 10,14 s)

Golden League-podiumplekken
- 2008:  Weltklasse Zürich – 10,09 s
- 2009:  Meeting Areva – 10,04 s

Diamond League-podiumplekken
- 2010:  Bislett Games – 9,90 s
- 2010:  Adidas Grand Prix – 9,89 s
- 2010:  DN Galan – 10,10 s
- 2010:  London Grand Prix – 10,05 s
- 2014:  Bislett Games – 10,02 s
- 2014:  Meeting Areva – 10,08 s

### 4 x 100 m
- 2007:  NACAC - 39,92 s
- 2008:  Centraal Amerikaanse en Caribische kamp. - 38,54 s
- 2008:  OS - 38,06 s (na DQ Jamaica)
- 2009:  WK - 37,62 s (NR)
- 2011: 6e WK - 39,01 s
- 2012:  OS - 38,12 s (na DQ Verenigde Staten)(in serie 38,10 s)
- 2013: 7e WK - 38,57 s
- 2014:  IAAF World Relays - 38,04 s
- 2014:  Gemenebestspelen - 38,10 s
- 2014:  IAAF Continental Cup - 37,97 s
- 2015: 7e IAAF World Relays - 38,92 s
- 2016: DSQ OS (in serie: 37,96 s)

1912: Jacobs, Macintosh, d'Arcy, Applegarth ·
1920: Paddock, Scholz, Murchison, Kirksey ·
1924: Clarke, Hussey, Leconey, Murchison ·
1928: Wykoff, Quinn, Borah, Russell ·
1932: Kiesel, Toppino, Dyer, Wykoff ·
1936: Owens, Metcalfe, Draper, Wykoff ·
1948: Ewell, Wright, Dillard, Patton ·
1952: Smith, Dillard, Remigino, Stanfield ·
1956: Murchison, King, Baker, Morrow ·
1960: Cullmann, Hary, Mahlendorf, Lauer ·
1964: Drayton, Ashworth, Stebbins, Hayes ·
1968: Greene, Pender, Smith, Hines ·
1972: Black, Taylor, Tinker, Hart ·
1976: Glance, Jones, Hampton, Riddick ·
1980: Moeravjov, Sidorov, Prokofjev, Aksinin ·
1984: Graddy, Brown, Smith, Lewis ·
1988: Bryzgin, Krylov, Moeravjov, Savin ·
1992: Marsh, Burrell, Mitchell, Lewis ·
1996: Esmie, Gilbert, Surin, Bailey ·
2000: Drummond, Williams, Lewis, Greene ·
2004: Gardener, Campbell, Devonish, Lewis-Francis ·
2008: Bledman, Burns, Callender, Thompson ·
2012: Carter, Frater, Blake, Bolt ·
2016: Powell, Blake, Ashmeade, Bolt ·
2020: Desalu, Jacobs, Patta, Tortu ·
2024: Brown, Blake, Rodney, De Grasse